# Москва — Генуя
«Москва — Генуя» (рос. «Москва — Генуя») — білоруський радянський художній фільм 1964 року режисерів Олексія Спєшнева, Володимира Корш-Сабліна та Павла Арманда.

## Сюжет
Про перші кроки радянської дипломатії на Міжнародній конференції в Генуї в 1922 році.

## У ролях
- Григорій Бєлов
- Людмила Хитяєва
- Сергій Яковлєв
- Ростислав Плятт
- Микола Єременко
- Володимир Белокуров
- Сергій Мартінсон
- Павло Молчанов
- Карп Клетніекс
- Іван Шатило
- Олександр Смирнов
- Григорій Шпігель
- Сергій Карнович-Валуа
- Олександр Гречаний
- Ігор Комаров
- Олександр Петров
- Микола Засєєв-Руденко
- Володимир Цоппі
- Алфредс Віденіекс
- Андрій Файт
- Георгій Георгіу
- Гліб Глєбов - непман
- Еммануїл Геллер
- Саша лавки

## Творча група
- Сценарій: Олексій Спєшнєв
- Режисер: Олексій Спєшнєв, Володимир Корш-Саблін, Павло Арманд
- Оператор: Андрій Булинський
- Композитор: Лев Солін